# Cavern Mecca
De Cavern Mecca, voluit The Cavern Mecca Beatles Museum & Information Centre was van 1981 tot 1984 een museum over The Beatles in Liverpool. Het was het eerste museum over deze band in hun geboortestad.
Het museum werd in januari 1981 geopend door Liz & Jim Hughes, op de hoek van Rainford Square en Mathew Street. Zij organiseerden op 29 augustus ook de eerste Mersey Beatle Extravaganza, een dag voor fans die daarna een jaarlijkse traditie werd. In december verscheen een nieuwsitem over het museum op de BBC, in dezelfde maand toen de moord op John Lennon plaatsvond. Jim Hughes begon hierop een campagne voor een beeld van Lennon.
Toen Liz Hughes in 1984 ernstig ziek werd, werd sloot het museum in december 1984 zijn deuren. In 1990 werd een opvolger in Liverpool geopend onder de naam The Beatles Story.

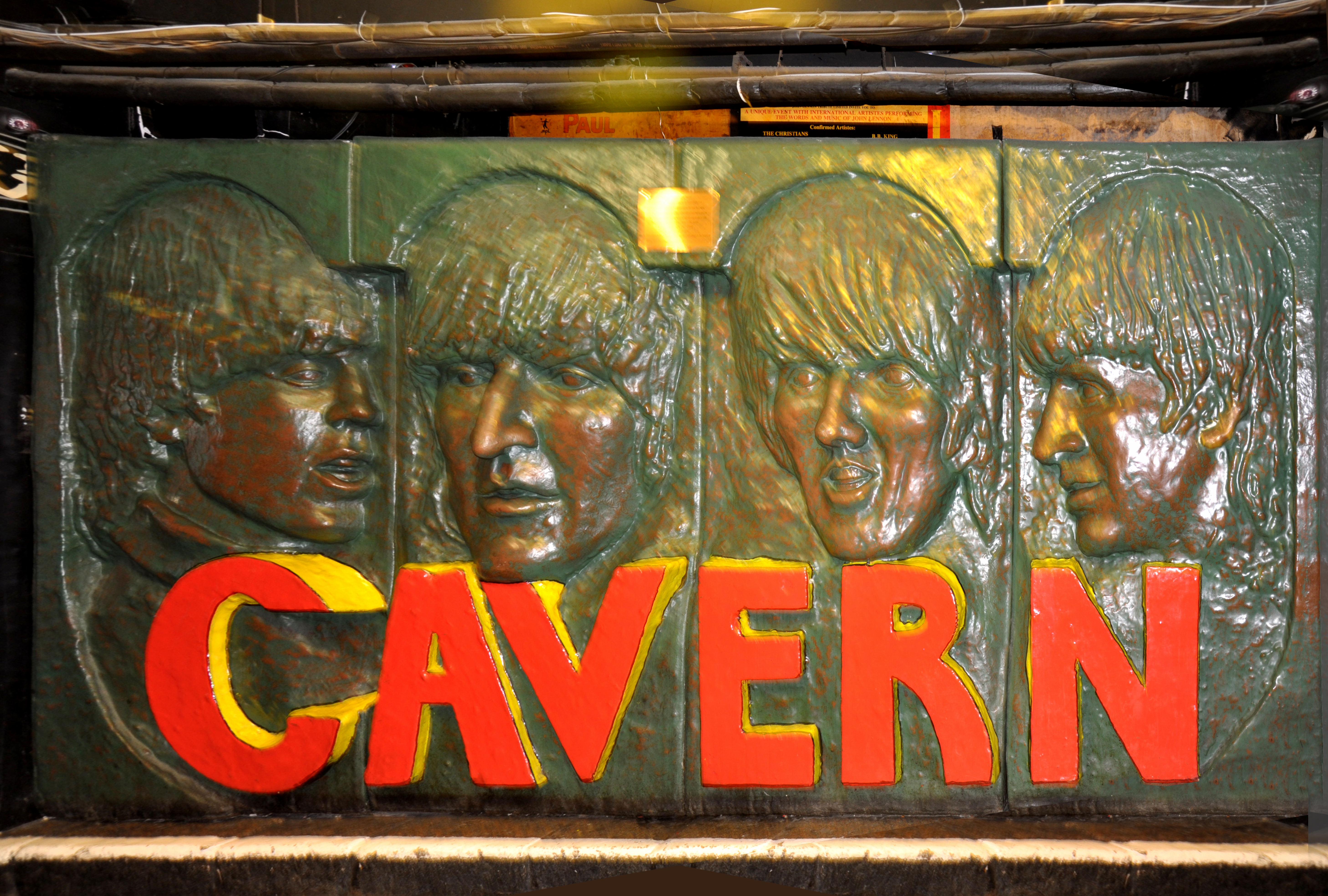
Plaquette van The Beatles uit het museum; deze is later in de Cavern Club geplaatst.